# ジェームズ・マディソン (サッカー選手)
ジェームズ・マディソン（James Maddison, 1996年11月23日 - ）は、イングランド・コヴェントリー出身のプロサッカー選手。プレミアリーグ・トッテナム・ホットスパーFC所属。イングランド代表。ポジションはミッドフィールダー。

## 経歴

### クラブ
地元クラブであるコヴェントリー・シティの下部組織で育成され、2014年8月13日のフットボールリーグカップ・カーディフ・シティ戦でトップチームデビュー。
2016年2月1日、ノリッジ・シティと3年半契約を結んだ。なおシーズン終了までローンバックの形でコヴェントリーに残留した。2016年8月31日、スコットランドのアバディーンへのローン移籍が発表された。レンタル復帰後の2017-18シーズンはチームの中心として活躍、得点ランク9位タイの14ゴールを挙げた。シーズン終了後にはチャンピオンシップの年間ベストイレブンにも選出された。
2018年6月20日、レスター・シティと5年契約を結んだ。推定移籍金は2,000万ポンド。低迷期からクラブを支えたアンディ・キングから背番号10番を譲り受けた。8月10日、シーズン開幕戦のマンチェスター・ユナイテッド戦でデビュー。8月18日の第2節ウルヴァーハンプトン・ワンダラーズ戦にて初ゴールを決めた。以降も主力に定着し、プレミア初挑戦ながら7ゴール7アシストを記録。同シーズン、クラブの最優秀若手選手賞を受賞した。
2019-20シーズン、9月21日の第6節トッテナム・ホットスパー戦では終盤に決勝点となるミドルシュートを叩き込み、2-1の勝利に貢献した。
2020年8月24日、新たに4年契約にサインした。2021-22シーズン、年間53試合18ゴール12アシストと活躍、チーム内の年間最優秀選手に選出された。
2023年6月28日、5年契約でトッテナム・ホットスパーに移籍。移籍金は4,000万ポンドと報じられている。2023-24シーズン開幕から3試合で1ゴール3アシストと活躍し、8月のプレミアリーグ月間最優秀選手に初選出された。

### 代表
2019年6月、イングランド代表の一員として、イタリアで開催されたUEFA U-21欧州選手権に参加。グループステージのU-21クロアチア代表戦で先制点となるゴールを挙げた。
2019年11月14日、ウェンブリー・スタジアムで開催されたUEFA EURO 2020予選のモンテネグロ戦で、アレックス・オックスレイド＝チェンバレンとの交代で途中出場しフル代表デビュー。
2022年11月、クラブでの好調なプレーから、FIFAワールドカップに臨む代表チームのメンバーに選出された。代表への召集は前述の2019年11月以来、約3年ぶりでもあり、驚きをもって報道された。

## プレースタイル
巧みなゲームメイクの能力を有する攻撃的ミッドフィールダー。中盤のセンターポジションだけではなく、左サイドミッドフィールダーでもプレーできるポリバレントプレーヤー。創造性のあるプレーからファンタジスタと呼ばれることもある。

## 個人成績

### クラブ
| 国内大会個人成績 | 国内大会個人成績 | 国内大会個人成績 | 国内大会個人成績   | 国内大会個人成績 | 国内大会個人成績 | 国内大会個人成績 | 国内大会個人成績 | 国内大会個人成績 | 国内大会個人成績 | 国内大会個人成績 | 国内大会個人成績 |
| 年度             | クラブ           | 背番号           | リーグ             | リーグ戦         | リーグ戦         | リーグ杯         | リーグ杯         | オープン杯       | オープン杯       | 期間通算         | 期間通算         |
| 年度             | クラブ           | 背番号           | リーグ             | 出場             | 得点             | 出場             | 得点             | 出場             | 得点             | 出場             | 得点             |
| イングランド     | イングランド     | イングランド     | イングランド       | リーグ戦         | リーグ戦         | FLカップ         | FLカップ         | FAカップ         | FAカップ         | 期間通算         | 期間通算         |
| ---------------- | ---------------- | ---------------- | ------------------ | ---------------- | ---------------- | ---------------- | ---------------- | ---------------- | ---------------- | ---------------- | ---------------- |
| 2014-15          | コヴェントリー   | 36               | リーグ1            | 12               | 2                | 1                | 0                | 1                | 0                | 14               | 2                |
| 2015-16          | コヴェントリー   | 36               | リーグ1            | 23               | 3                | 1                | 0                | 0                | 0                | 24               | 3                |
| 2016-17          | ノリッジ・シティ | 28               | チャンピオンシップ | 3                | 1                | 1                | 0                | 0                | 0                | 4                | 1                |
| スコットランド   | スコットランド   | スコットランド   | スコットランド     | リーグ戦         | リーグ戦         | S・リーグ杯      | S・リーグ杯      | スコティッシュ杯 | スコティッシュ杯 | 期間通算         | 期間通算         |
| 2016-17          | アバディーン     | 23               | S・プレミア        | 14               | 2                | 3                | 0                | 0                | 0                | 17               | 2                |
| イングランド     | イングランド     | イングランド     | イングランド       | リーグ戦         | リーグ戦         | FLカップ         | FLカップ         | FAカップ         | FAカップ         | 期間通算         | 期間通算         |
| 2017-18          | ノリッジ・シティ | 23               | チャンピオンシップ | 44               | 14               | 3                | 1                | 2                | 0                | 49               | 15               |
| 2018-19          | レスター・シティ | 10               | プレミアリーグ     | 36               | 7                | 1                | 0                | 1                | 0                | 38               | 7                |
| 2019-20          | レスター・シティ | 10               | プレミアリーグ     | 31               | 6                | 5                | 3                | 2                | 0                | 38               | 9                |
| 2020-21          | レスター・シティ | 10               | プレミアリーグ     | 31               | 8                | 1                | 0                | 4                | 1                | 36               | 9                |
| 2021-22          | レスター・シティ | 10               | プレミアリーグ     | 35               | 12               | 2                | 1                | 2                | 1                | 39               | 14               |
| 2022-23          | レスター・シティ | 10               | プレミアリーグ     | 30               | 10               | 1                | 0                | 1                | 0                | 32               | 10               |
| 2023-24          | トッテナム       | 10               | プレミアリーグ     | 28               | 4                | 1                | 0                | 1                | 0                | 30               | 4                |
| 2024-25          | トッテナム       | 10               | プレミアリーグ     | 31               | 9                | 2                | 0                | 1                | 0                | 34               | 9                |
| 通算             | イングランド     | イングランド     | リーグ1            | 35               | 5                | 2                | 0                | 1                | 0                | 38               | 5                |
| 通算             | イングランド     | イングランド     | チャンピオンシップ | 47               | 15               | 4                | 1                | 2                | 0                | 53               | 16               |
| 通算             | イングランド     | イングランド     | プレミアリーグ     | 222              | 56               | 15               | 4                | 13               | 2                | 247              | 62               |
| 通算             | スコットランド   | スコットランド   | S・プレミア        | 14               | 2                | 3                | 0                | 0                | 0                | 17               | 2                |
| 総通算           | 総通算           | 総通算           | 総通算             | 318              | 78               | 24               | 5                | 16               | 2                | 355              | 85               |

### 代表
| イングランド代表 | 国際Aマッチ | 国際Aマッチ |
| 年               | 出場        | 得点        |
| ---------------- | ----------- | ----------- |
| 2019             | 1           | 0           |
| 2020             | 0           | 0           |
| 2021             | 0           | 0           |
| 2022             | 0           | 0           |
| 2023             | 4           | 0           |
| 2024             | 2           | 0           |
| 通算             | 7           | 0           |

## タイトル

### クラブ
レスター・シティ
- FAカップ（2020-21）[21]
- FAコミュニティ・シールド（2021）[22]

トッテナム・ホットスパー
- UEFAヨーロッパリーグ（2024-25）[23]

### 個人
- EFLチャンピオンシップ年間ベストイレブン（2017-18）[4]
- ノリッジ・シティ 年間最優秀選手（2017-18）
- フットボールリーグ・アワード シーズンベストイレブン（2017-18）
- レスター・シティ 最優秀若手選手賞（2018-19）
- レスター・シティ 年間最優秀選手賞（2021-22）
- プレミアリーグ月間最優秀ゴール（英語版）（2020年9月）
- プレミアリーグ月間最優秀選手（2023年9月）[12]